# 5966 Tomeko
5966 Tomeko è un asteroide della fascia principale. Scoperto nel 1990, presenta un'orbita caratterizzata da un semiasse maggiore pari a 3,0176009 UA e da un'eccentricità di 0,0857571, inclinata di 3,61478° rispetto all'eclittica.